# Willie Somerset
Willard F. "Willie" Somerset  (nacido el 17 de marzo de 1942 en Sharon, Pensilvania) es un exjugador de baloncesto estadounidense que disputó una temporada en la NBA, dos más en la ABA y el resto de su carrera en la EBA. Con 1,73 metros de estatura, jugaba en la posición de base.

## Trayectoria deportiva

### Universidad
Jugó durante tres temporadas con los Dukes de la Universidad Duquesne, en las que promedió 22,7 puntos por partido. Se perdió una temporada entera debido a una lesión. Anotó 30 o más puntos en 16 ocasiones. Lideró a su equipo en anotación en las tres temporadas que jugó.

### Profesional
Fue elegido en la quincuagésimo sexta posición del Draft de la NBA de 1965 por Baltimore Bullets, con los que únicamente llegó a disputar 8 partidos, en los que promedió 5,6 puntos y 1,9 rebotes.
Tras ser despedido jugó dos temporadas en la EBA, hasta que en 1967 ficha por los Houston Mavericks de la ABA. Allí se convirtió en titular indiscutible, acabando la temporada como el mejor anotador del equipo, promediando 21,7 puntos por partido, a los que añadió 5,0 rebotes y 3,7 asistencias,
Al año siguiente, mediada la temporada, fue traspasado junto con Larry Lentz a los New York Nets a cambio de Levern Tart, Bob Verga y Hank Whitney. A pesar de ello, acabó la temporada como quinto mejor anotador de la liga, con 23,8 puntos por partido, y como octavo mejor pasador, con 3,8 asistencias. Disputó además el All-Star Game, en el que consiguió 6 puntos y 3 asistencias.
Su carrera continuó en la EBA durante cuatro temporadas más, logrando en 1971 el título de campeón, y obteniendo el galardón al mejor jugador del campeonato.

## Estadísticas de su carrera en la NBA y la ABA

### Temporada regular
| Temporada | Edad | Equipo            | Liga  | P   | TIT | MIN  | TC  | TCA  | %TC  | 3P  | 3PA | %3P  | TL  | TLA | %TL  | R.OF. | R.DEF. | REB | ASIS | ROB | TAP | PER | FP  | PTS  |
| 1965-66   | 23   | Baltimore Bullets | NBA   | 8   |     | 12.3 | 2.3 | 5.4  | .419 |     |     |      | 1.1 | 1.4 | .818 |       |        | 1.9 | 1.1  |     |     |     | 2.6 | 5.6  |
| 1967-68   | 25   | Houston Mavericks | ABA   | 61  |     | 38.3 | 7.7 | 17.1 | .448 | 0.5 | 1.8 | .308 | 5.9 | 7.5 | .780 |       |        | 5.0 | 3.7  |     |     | 2.7 | 3.5 | 21.7 |
| 1968-69   | 26   | TOTAL             | ABA   | 74  |     | 42.1 | 8.4 | 20.4 | .410 | 0.5 | 1.9 | .259 | 6.5 | 7.9 | .830 | 1.9   | 2.6    | 4.5 | 3.8  |     |     | 2.9 | 3.5 | 23.8 |
| 1968-69   | 26   | Houston Mavericks | ABA   | 43  |     | 41.7 | 7.8 | 19.8 | .395 | 0.4 | 1.7 | .227 | 7.4 | 8.9 | .836 | 1.8   | 2.7    | 4.6 | 4.0  |     |     | 2.9 | 3.7 | 23.5 |
| 1968-69   | 26   | New York Nets     | ABA   | 31  |     | 42.7 | 9.1 | 21.2 | .429 | 0.6 | 2.1 | .297 | 5.3 | 6.5 | .820 | 2.0   | 2.4    | 4.4 | 3.4  |     |     | 3.0 | 3.3 | 24.1 |
| Total     |      |                   | TOTAL | 143 |     | 38.8 | 7.7 | 18.1 | .425 | 0.5 | 1.8 | .280 | 6.0 | 7.4 | .808 | 1.9   | 2.6    | 4.6 | 3.6  |     |     | 2.8 | 3.4 | 21.9 |
|           |      |                   | ABA   | 135 |     | 40.4 | 8.0 | 18.9 | .426 | 0.5 | 1.8 | .280 | 6.2 | 7.7 | .808 | 1.9   | 2.6    | 4.7 | 3.7  |     |     | 2.8 | 3.5 | 22.8 |
|           |      |                   | NBA   | 8   |     | 12.3 | 2.3 | 5.4  | .419 |     |     |      | 1.1 | 1.4 | .818 |       |        | 1.9 | 1.1  |     |     |     | 2.6 | 5.6  |

### Playoffs
| Temp.   | Edad | Equipo            | Liga | P | MIN | TCA | TC | 3PA | 3P | TLA | TL | R.OF. | REB | ASIS | ROB | TAP | PER | FP | PTS | %TC  | %3P  | %FT  | MIN  | PTS  | REB | AST |
| 1967-68 | 25   | Houston Mavericks | ABA  | 3 | 131 | 30  | 73 | 4   | 14 | 27  | 34 |       | 25  | 9    |     |     | 16  | 11 | 91  | .411 | .286 | .794 | 43.7 | 30.3 | 8.3 | 3.0 |
| Total   |      |                   | ABA  | 3 | 131 | 30  | 73 | 4   | 14 | 27  | 34 |       | 25  | 9    |     |     | 16  | 11 | 91  | .411 | .286 | .794 | 43.7 | 30.3 | 8.3 | 3.0 |